# Locura de terror
Locura de terror es una película de comedia y terror mexicana de 1961, escrita por José María Fernández Unsáin, dirigida por Julián Soler y protagonizada por Germán Valdés «Tin-Tan», Manuel «Loco» Valdés, Verónica Loyo y Sonia Furió. Esta película es la segunda parte de una trilogía de películas protagonizadas por los hermanos Valdés, que comenzó con Dos fantasmas y una muchacha (1959) y finalizó con Los fantasmas burlones (1965). Ésta fue la última aparición de Loyo en el cine.

## Argumento
Pacífico (Germán Valdés "Tin-Tan")  está felizmente casado con Marilu (Verónica Loyo) pero se debe internar en un manicomio. La razón es muy simple: Doña Angustias (Consuelo Guerrero de Luna), su suegra, ha llegado a vivir con ellos para siempre y él simplemente no la soporta, así que fingirse loco es la única manera de escapar de ella. El problema es que el manicomio en el que se interna los doctores están en peor condición psiquiátrica que los enfermos. En primer lugar, está el Dr. Lucas (Manuel "El Loco" Valdés) quien tiene un trastorno con la realidad, pero al menos es un loco bueno, pero sus colegas el Doctor Ivanov (Andrés Soler) y el Profesor Jones (David Silva) que son unas eminencias muy solemnes en su campo, tienen una megalomanía muy retorcida. Mientras el doctor Lucas dirige el hospital, los dos doctores malos hacen experimentos con cadáveres para ver si los pueden resucitar y con ellos dominar el mundo.
Pacifico pasa a ser paciente del doctor Lucas, el cual está enamorado de Lucía (Sonia Furió), la bella enfermera que asiste al doctor Ivanov y la prefiere a su propio enfermero (Agustín Isunza) para asistirlo con sus pacientes. El doctor Lucas descubre que Pacífico finge ser Tarzán y duda de su anormalidad, sin embargo, le otorga el beneficio de la duda para que se quede justificadamente en el sanatorio como paciente. Los únicos que le creen a Pacífico su confesión de que no está loco son un par de papeleritos que son novios y a los que ve a través de la reja que da a la calle.
En el manicomio la vida sigue, el doctor Lucas y su enfermero participan junto a Pacífico en una función de teatro del hospital donde Pacífico se descontrola al descubrir a su suegra entre la audiencia. El profesor Jones y el doctor Ivanov prosiguen mientras tanto con sus experimentos donde lo que producen básicamente son zombis. A pesar de los éxitos obtenidos con una máquina que encarna y desencarna cadáveres requieren el cerebro de personas normales para proseguir con sus experimentos de dominar voluntades y por la noche mandan a sus secuaces a secuestrar vagabundos y las próximas víctimas resultan ser los papeleritos.
El doctor Lucas lleva a Pacífico con el doctor Ivanov para que le de su opinión sobre el caso. Cuando Pacífico esta solo con Ivanov le repite su confesión de que es un ser humano normal y esta vez Ivanov si le cree, por lo que manda llamar al doctor Jones y lo inyectan para convertirlo en conejillo de indias para sus diabólicos experimentos. La inyección le provoca a Pacifico un ataque en el patio que lo provoca a subirse a un árbol, con eso de que se cree Tarzán, caerse de cabeza y morir.
En el funeral de Pacífico, dos hombres disfrazados se llevan al difunto, pero en vez de llevarlo a enterrar se lo llevan al laboratorio de Ivanov y Jones, donde estos piensan continuar con sus experimentos con el cadáver. Lucía, la enfermera, al buscar al doctor Ivanov encuentra sin querer los pasadizos secretos que llevan al laboratorio donde los dos malvados están desencarnando a Pacífico. Asustada corre a pedir ayuda con el doctor Lucas. Lucia y el doctor Lucas corren a rescatar a Pacífico pero llegan cuando ya han dejado a Pacífico revivido pero en los huesos, básicamente es un esqueleto con cabeza, y lo único que es sacan es que Ivanov y Jones los metan en una jaula junto a los papeleritos para ser sus próximas víctimas.
Con el relajo que se arma en el laboratorio los doctores y sus secuaces zombis cierran el laboratorio para ir a secuestrar a Marilu, la esposa de Pacífico porque sospechan que sospecha de ellos, y olvidan a Pacifico en la silla de los experimentos, así que cuando se marchan, Pacífico se pone una gabardina para ocultar su esqueleto y les pide paciencia a Lucas, Lucia y los papeleritos para ir primero a salvar a su mujer.
Los zombis de Jones e Ivanov se presentan en casa de Pacífico cortan la luz y secuestran a Marilú. Doña Angustias escucha los gritos y llega tarde a la escena del delito, pero se encuentra a Pacífico que acaba de llegar al rescate y aunque llega tarde para impedir el secuestro, aprovecha su ahora terrorífica apariencia para asustar a su suegra y que se largue de una buena vez de su casa.
Pacífico regresa al laboratorio y esta vez llega a tiempo para salvar a Lucas, Lucia, Marilú y a los papeleritos de ser las siguientes víctimas de Ivanov y Jones. Pacífico libera a los prisioneros y derrota a los zombis. Cuando Ivanov y Jones llegan a ver que está pasando son sometidos por Pacífico y el doctor Lucas, a Ivanov lo desencarnan y a Jones lo arrojan sobre una tarántula venenosa gigantesca que le aplica un piquete mortal.
Al final el doctor Lucas, con la ayuda del papelerito que ha presenciado los experimentos y recuerda como se operan las máquinas, consigue devolver a Pacífico su apariencia normal. Después todos son felices, Pacífico y su esposa, el doctor Lucas con Lucia y los papeleritos, pero todos tienen que huir del laboratorio porque involuntariamente lo destruyen.

## Elenco
- Germán Valdés «Tin-Tan» como Pacífico Otero / Tarzán
- Manuel «Loco» Valdés como Dr. Lucas
- Verónica Loyo como Marilú Otero
- Sonia Furió como Lucía, enfermera.
- Andrés Soler como Dr. Ivanov
- David Silva como Profesor Jones.
- Agustín Isunza como Enfermero.
- Consuelo Guerrero de Luna como Doña Augustias, madre de Marilú.
- Elizabeth Dupeyrón como La Chilindrina.
- Raúl Guerrero
- Nathanael León
- Ángel Merino como Policía
- Imelda Miller
- Salvador Terroba
- José Wilhelmy